# Футбол в Египте
Футбол в Египте— один из самых популярных видов спорта. В стране существует многоуровневая система соревнований для футбольных клубов. Контроль и управление египетским футболом осуществляет Египетская футбольная ассоциация.

## Соревнования

### Чемпионат Египта

#### Высший дивизион
В Премьер-лиге Египта выступают 18 клубов. По ходу сезона, который длится с августа по май, каждый клуб дважды встречается со всеми остальными клубами: один раз — на своём поле и один раз — на поле соперника. Таким образом, сезон чемпионата для каждого клуба состоит из 34 матчей. Чемпион и вице-чемпион страны играют в квалификационном турнире Лиги чемпионов КАФ, а команда, занявшая 3-е место — в Кубке конфедерации КАФ. Всего клубы из Египта 14 раз выигрывали главный клубный футбольный турнир Африки.

#### Второй дивизион
В турнире второго дивизиона принимают участие 48 клубов. Они разделены по географическому принципу на 3 группы. Победитель каждой группы выходит в Премьер-лигу. В 3-й дивизион выбывает по 5 клубов из каждой группы.

#### Низшие дивизионы
В турнирах 3-го и 4-го дивизионов чемпионата Египта принимают участие только любительские футбольные коллективы.

#### Кубок Египта
Розыгрыш национального кубка является самым массовым в Египте футбольным турниром, проходящим по олимпийской системе. В нём принимают участие 64 клуба (т.е. все клубы двух высших дивизионов Египта). Обладатель кубка перед началом следующего сезона играет с чемпионом Египта в Суперкубке.

#### Суперкубок Египта
Суперкубок Египта — соревнование по футболу, состоящие из одного матча, в котором играют обладатель кубка Египта и чемпион Египта предыдущего сезона. В случае если Кубок и чемпионат выиграла одна команда, то в Суперкубке играют первая и вторая команда чемпионата.
Проводится с 2001 года (не проводился в 2012 из-за трагедии на стадионе в Порт-Саиде и в 2013 по политическим мотивам).

## Сборная
Сборная Египта существует с 1920 года, когда она приняла участие в футбольном турнире VII Олимпиады в Антверпене.
Сборная Египта — одна из сильнейших на африканском континенте; является 7-кратным обладателем Кубка африканских наций.

## Стадионы
В Египте насчитывается 27 футбольных стадионов, прошедших лицензирование ФИФА и КАФ. После открытия в 1960 году самым крупным стадионом в стране являлся Каирский международный стадион, вмещавший 73 000 зрителей. Однако после постройки в 2006 году стадиона Борг Эль Араб в Александрии с вместимостью 86 000 человек пальма первенства перешла к нему. Египет четырежды принимал финальные турниры Кубка африканских наций, здесь проходил Чемпионат мира по футболу среди юношеских команд 1997 и Чемпионат мира по футболу среди молодёжных команд 2009.